# Château des Tesnières
Le château des Tesnières se situe sur la commune de Torcé, département d'Ille-et-Vilaine, en Bretagne.

## Histoire
Le mot tesnières fait référence à un lieu où se trouvent des terriers de blaireaux. Des seigneurs de ce nom sont mentionnés dès 1196 à Torcé. Jusqu'en 1609 coexistèrent deux demeures, la Haute Tesnière et la Basse Tesnière, qui furent alors unies par la famille Malherbe. Antérieurement, en 1513, la Basse Tesnière, maison anoblie vers 1436 par le duc Jean V, appartenait aux Godart, et la Haute Tesnière aux Le Ludre. Par la suite, les Tesnières échurent aux Guillaudeu (propriétaires en 1637) puis aux de Langle (vers 1697).
Le château actuel a été construit pour les frères Ferdinand et Alphonse de Langle, en 1860. De style néogothique, il est l’œuvre de l'architecte Jacques Mellet. Il remplace l'ancien manoir qui était érigé à 500 mètres au sud de l'actuelle bâtisse.

## Architecture

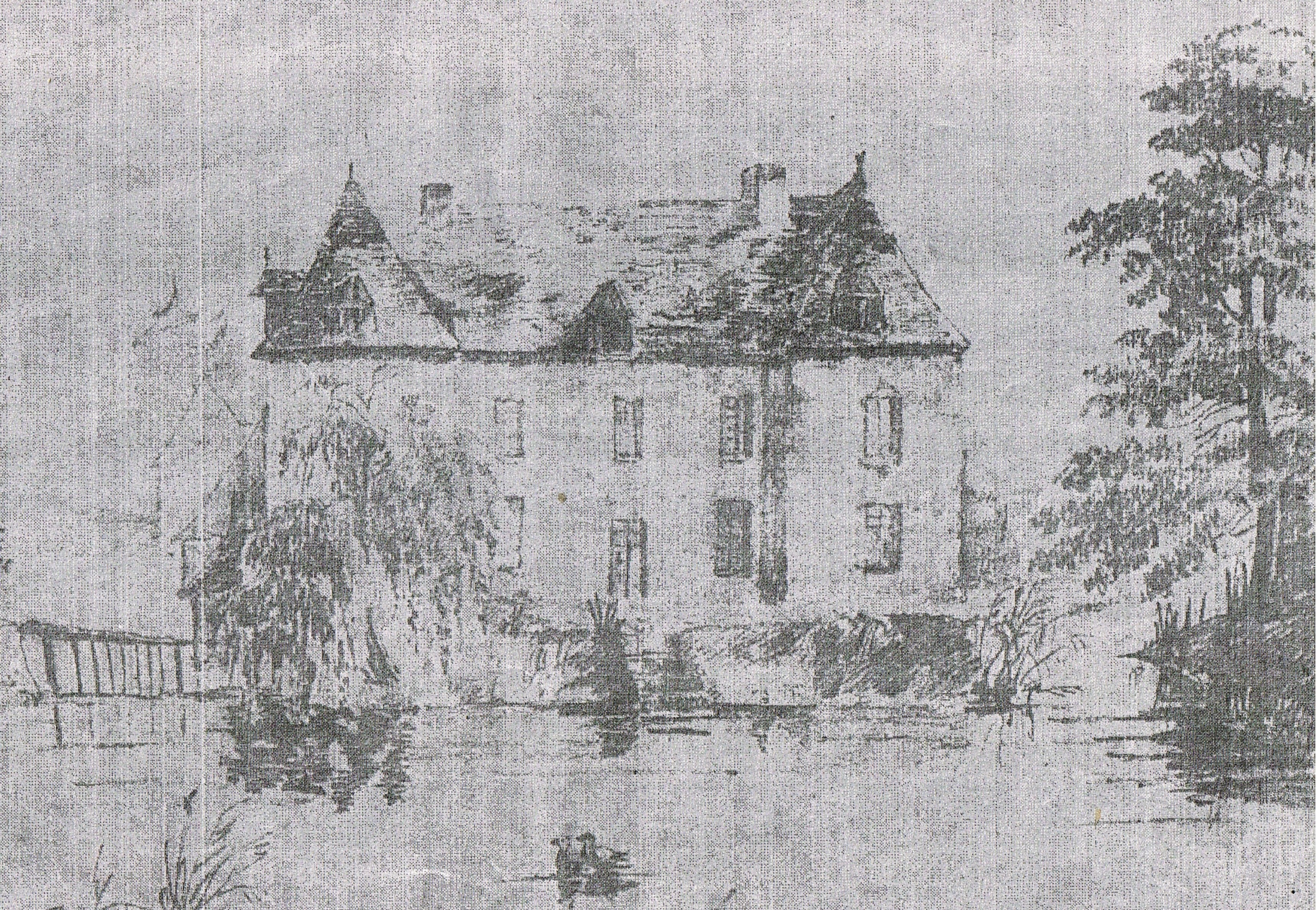
L'ancien manoir des Tesnières.
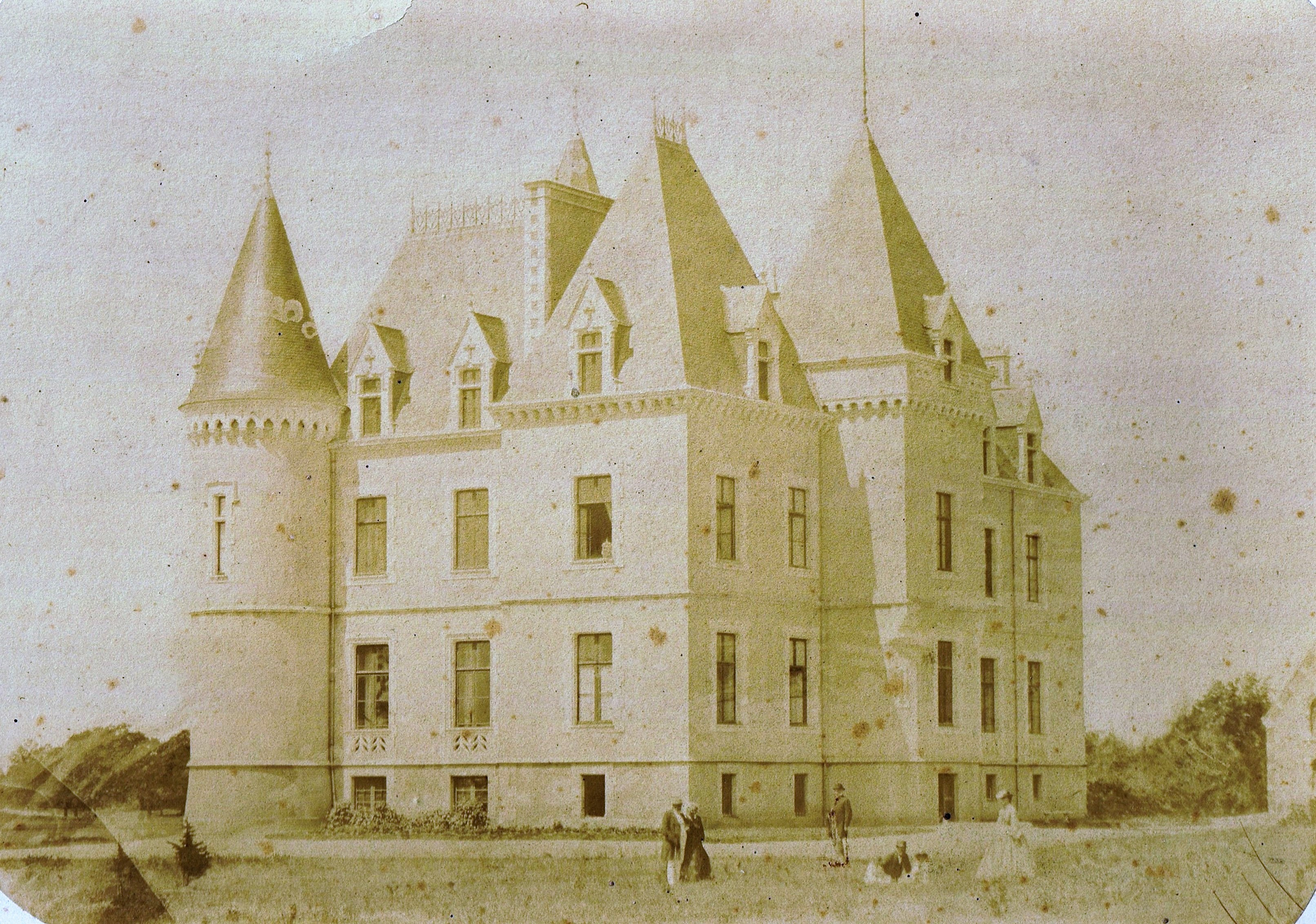
Le château en 1875.
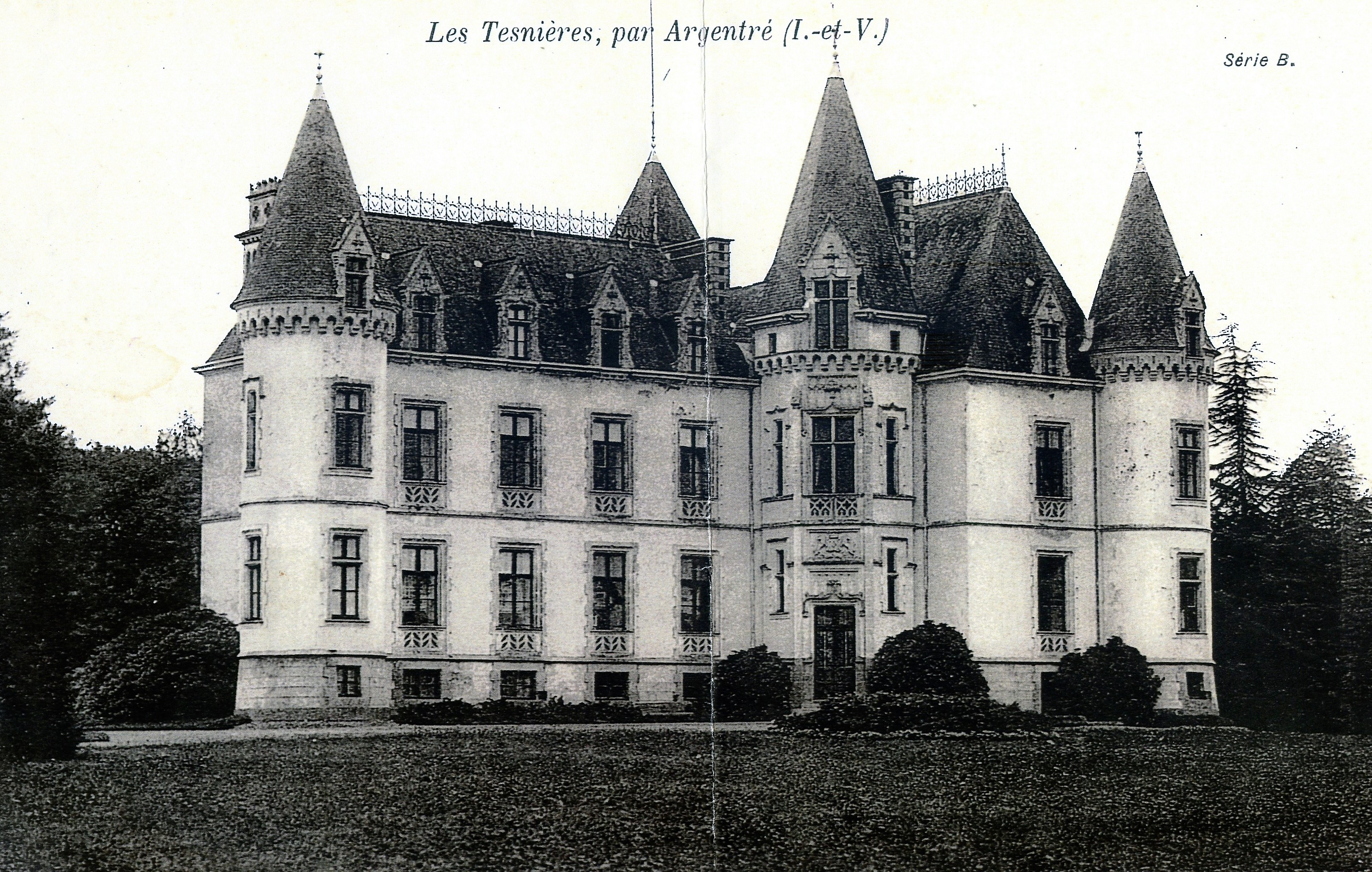
Le château dans les années 1900.